# Raklödder

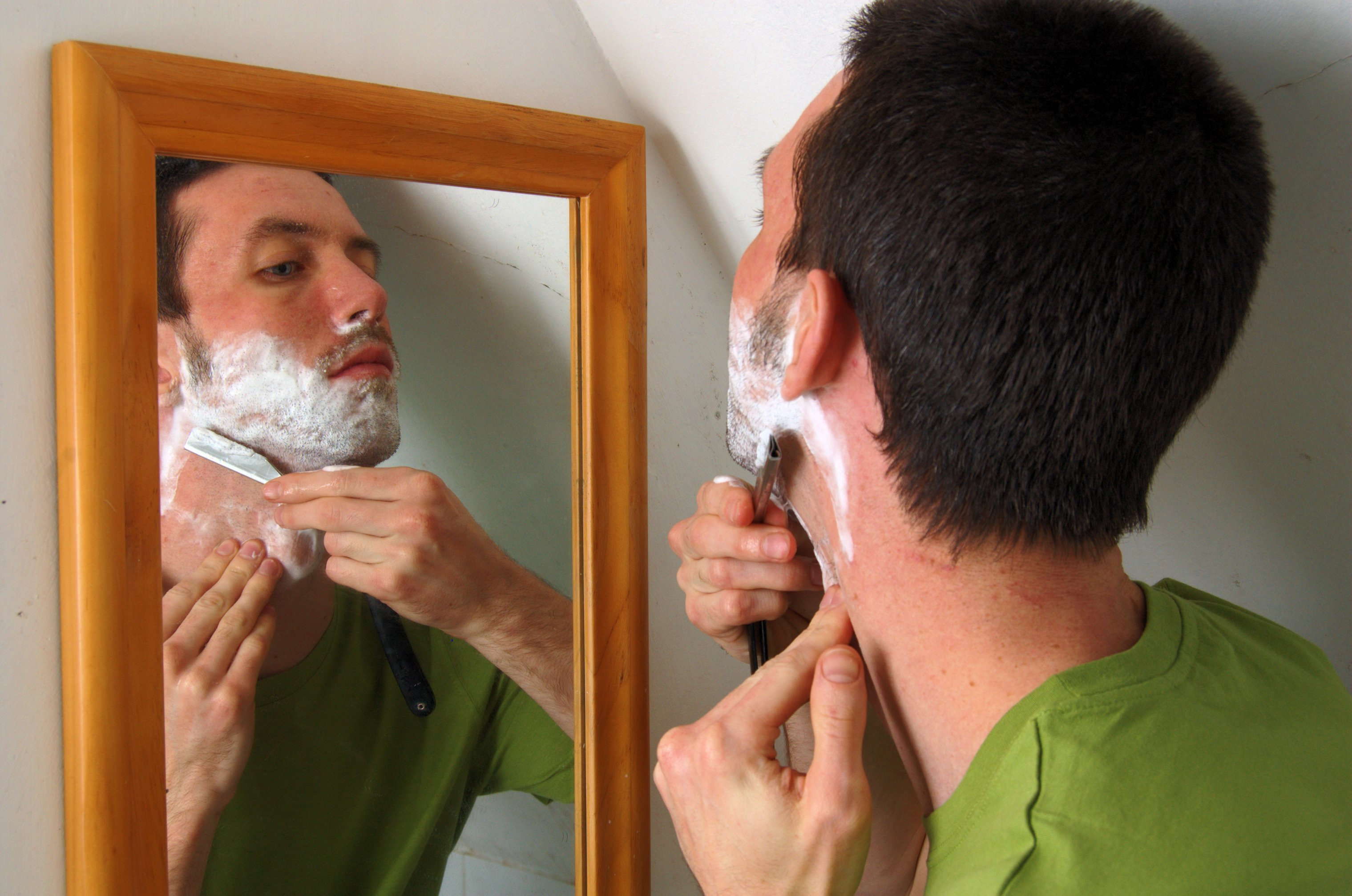
En man med raklödder i ansiktet.

Raklödder eller rakskum är det skum som används vid rakning med rakkniv eller rakhyvel. Det säljs i sprayburk men kan även skapas med hjälp av en raktvål och en rakborste. Raklödder kan vara parfymerat eller oparfyrmerat. Den kemiska grundsubstansen i raktvål och raklödder är kalciumstearat.
Rakgel är en gel som används på samma sätt som rakskum. Det finns rakgel som bildar ett skum när den trycks ut ur förpackningen, men även rakgel som inte skummar alls utan lägger sig som en transparent och skyddande hinna på huden.